# ナダールの穴
『ナダールの穴』（ナダールのあな）は、フジテレビで2011年10月17日から2012年3月19日まで毎週月曜深夜24:45 - 25:10（火曜午前0:45 - 1:10、JST）に放送されていたバラエティ番組である。

## 内容
中学時代にひきこもりになり、空白の3年間を過ごした千原ジュニアのために、『鹿児島ナダール麻布附属駒場学園夜間部』の部屋に様々なジャンルの「オモシロ家庭教師」が訪れて「つめこみ教育」を施すトーク番組。「ナダール」とは灘中学校・高等学校とラ・サール中学校・高等学校を繋げたもの、さらに「麻布」とは麻布中学校・高等学校から、「附属」と「駒場」は筑波大学附属中学校・高等学校、筑波大学附属駒場中学校・高等学校からもじっている。教師の内容によっては2-3週分けて放送されたり、また一部の教師はジュニアが出演する『笑っていいとも!』にゲストで呼ばれることもある。
2012年4月14日に『ナダールの穴』進化版である『日本くぎづけ大学』が放送された。以降、不定期で放送されている。

## 出演
- 千原ジュニア（千原兄弟）
- 高島彩（フリーアナウンサー）

## 放送リスト
| 1  | 10月17日 | 中尾明慶、浅見れいな                  | 米山維斗 （日本人初の小学生社長）                                                               |
| 2  | 10月24日 | 中尾明慶、菊地亜美（アイドリング!!!） | まあくん＆マッキー （ピンク・レディーファンのカリスマ）                                         |
| 3  | 10月31日 | 後藤真希、渡部豪太                    | 服部文祥（ 食料を現地調達するサバイバル登山家）                                                 |
| 4  | 11月7日  | 上地雄輔、嗣永桃子（Berryz工房）      | 阿部昌彦 （流しのブルペンキャッチャー記者） ラガーさん （甲子園バックネット裏の住人）           |
| 5  | 11月14日 | 浅見れいな、渡辺麻友（AKB48）         | ゴールデンボンバー （大人気ヴィジュアル系エアーバンド）                                         |
| 6  | 11月21日 | 芹那（SDN48）、日村勇紀（バナナマン） | 依布サラサ （歌手・井上陽水さんの娘でありシンガーソングライター!）                              |
| 7  | 11月28日 | 浅見れいな、加賀美セイラ              | 長沼毅 （科学界のインディージョーンズ）                                                         |
| 8  | 12月5日  | 石垣佑磨、澤部佑（ハライチ）          | でんぱ組.inc、もふくちゃん （メンバーのほとんどが元引きこもり!歌って踊ってお給仕するアイドル!） |
| 9  | 12月12日 | 石垣佑磨、田中美保、浅見れいな        | ナダールの大穴・前編 （長沼毅、服部文祥、ゴールデンボンバー）                                   |
| 10 | 12月19日 | 石垣佑磨、田中美保、浅見れいな        | ナダールの大穴・後編 （阿部昌彦、依布サラサ、でんぱ組.inc、ラガーさん）                         |

| 11 | 1月9日  | 浅見れいな、加賀美セイラ                                                                    | 長沼毅 （科学界のインディージョーンズ）                       |
| 12 | 1月16日 | 浅見れいな、陣内智則                                                                        | 長沼毅 （科学界のインディージョーンズ第3弾）                  |
| 13 | 1月23日 | 浅見れいな、五十嵐隼士                                                                      | 大野和基 （世界の裏側を知り尽す国際ジャーナリスト）           |
| 14 | 1月30日 | くみっきー、トリンドル玲奈                                                                  | エリイ （世界も注目する現代アートの女神エリイ）               |
| 15 | 2月6日  | 浅見れいな、陣内智則                                                                        | 長沼毅 （科学界のインディージョーンズ第4弾）                  |
| 16 | 2月13日 | 浅見れいな、庄司智春（品川庄司）                                                            | 矢野健夫 （世界遺産も許可する空飛ぶ撮影オヤジ）               |
| 17 | 2月20日 | 田中美保、日村勇紀                                                                          | 渡辺啓太 （日本女子バレーに「データ」を持ちこんだパイオニア） |
| 18 | 2月27日 | 浅見れいな、菊地亜美（アイドリング!!!）、乃木坂46、米山維斗、大野和基、矢野健夫、ラガーさん | 長沼毅 （科学界のインディージョーンズ公開授業!）              |
| 19 | 3月5日  | 浅見れいな、菊地亜美（アイドリング!!!）、乃木坂46、米山維斗、大野和基、矢野健夫、ラガーさん | 長沼毅 （科学界のインディージョーンズ公開授業 第2弾）         |
| 20 | 3月12日 | 山里亮太（南海キャンディーズ）、熊田曜子                                                    | 小林良正 （高齢者に大人気! 主婦から転身した尼僧）             |
| 21 | 3月19日 |                                                                                             | 矢野健夫 （世界遺産も許可する空飛ぶ撮影オヤジ）               |

## 放送局
| 放送対象地域   | 放送局                    | 放送日時           | 放送期間                       | 備考       |
| -------------- | ------------------------- | ------------------ | ------------------------------ | ---------- |
| 関東広域圏     | フジテレビ（CX）          | 月曜 24:45 - 25:10 | 2011年10月17日 - 2012年3月19日 | 制作局     |
| 宮城県         | 仙台放送（OX）            | 月曜 24:45 - 25:10 | 2011年10月17日 - 2012年3月19日 | 同時ネット |
| 長崎県         | テレビ長崎（KTN）         | 月曜 24:45 - 25:10 | 2011年10月17日 - 2012年3月19日 | 7日遅れ    |
| 福井県         | 福井テレビ（FTB）         | 月曜 24:45 - 25:10 | 2011年10月24日 - 2012年3月26日 | 7日遅れ    |
| 広島県         | テレビ新広島（TSS）       | 月曜 24:45 - 25:10 | 2011年10月24日 - 2012年3月26日 | 7日遅れ    |
| 福岡県         | テレビ西日本（TNC）       | 月曜 25:30 - 25:55 | 2011年10月24日 - 2012年3月26日 | 7日遅れ    |
| 岡山県・香川県 | 岡山放送（OHK）           | 土曜 25:05 - 25:30 | 2011年10月22日 - 2012年3月24日 | 5日遅れ    |
| 新潟県         | 新潟総合テレビ（NST）     | 火曜 24:35 - 25:00 | 2011年10月25日 - 2012年3月27日 | 8日遅れ    |
| 高知県         | 高知さんさんテレビ（KSS） | 水曜 24:35 - 25:00 | 2011年10月26日 - 2012年3月28日 | 9日遅れ    |
| 熊本県         | テレビくまもと（TKU）     | 水曜 24:35 - 25:05 | 2011年10月26日 - 2012年3月28日 | 9日遅れ    |
| 山形県         | さくらんぼテレビ（SAY）   | 木曜 24:35 - 25:00 | 2011年10月27日 - 2012年3月29日 | 10日遅れ   |
| 岩手県         | 岩手めんこいテレビ（mit） | 月曜 24:35 - 25:00 | 2011年10月31日 - 2012年4月2日  | 14日遅れ   |
| 佐賀県         | サガテレビ（STS）         | 月曜 24:35 - 25:00 | 2012年10月31日 - 2012年4月16日 | 14日遅れ   |
| 長野県         | 長野放送（NBS）           | 月曜 24:40 - 25:05 | 2012年10月31日 - 2012年4月9日  | 14日遅れ   |
| 沖縄県         | 沖縄テレビ（OTV）         | 月曜 24:43 - 25:08 | 2012年10月31日 - 2012年3月26日 | 14日遅れ   |
| 北海道         | 北海道文化放送（UHB）     | 火曜 26:05 - 26:30 | 2011年11月1日 - 2012年4月3日   | 15日遅れ   |
| 福島県         | 福島テレビ（FTV）         | 水曜 24:40 - 25:05 | 2011年11月2日 - 2012年3月28日  | 16日遅れ   |
| 鹿児島県       | 鹿児島テレビ（KTS）       | 木曜 24:45 - 25:13 | 2011年11月3日 - 2012年4月5日   | 17日遅れ   |
| 静岡県         | テレビ静岡（SUT）         | 金曜 25:26 - 25:51 | 2011年11月4日 - 2012年4月13日  | 18日遅れ   |
| 石川県         | 石川テレビ（ITC）         | 日曜 25:26 - 25:51 | 2011年11月20日 - 2012年4月15日 | 34日遅れ   |
| 中京広域圏     | 東海テレビ（THK）         | 水曜 24:45 - 25:15 | 2012年2月15日 - 2012年8月22日  | 114日遅れ  |
| 島根県・鳥取県 | 山陰中央テレビ（TSK）     | 月曜 24:40 - 25:05 | 2012年4月2日 - 2012年6月4日    | 77日遅れ   |

## スタッフ
- 企画統括：片岡飛鳥、小松純也
- 構成：高須光聖、そーたに、松本真一、宮丸直子
- TM：高瀬義美
- TP：塩津英史
- SW：長瀬正人
- カメラ：宮本直也
- 音声：浮所哲也
- 映像：原啓教、高橋正直、谷古宇利勝
- 照明：後藤雅彦
- 美術制作：平井秀樹
- 美術進行：内山高太郎
- 大道具：中村達也
- 装飾：門間誠
- デザイン：棈木陽次、鈴木賢太
- マルチ：西尾知己
- CG：神保聡
- CGデザイン：木本禎子
- メイク：山田かつら
- 編集：横山勇介
- MA：駒井仁
- 音響効果：田中寿一（J-WORKS）
- 技術協力：IMAGICA、FLT、ニユーテレス、フジアール
- 編成：加藤達也
- 広報：加藤麻衣子
- デスク：高橋沙織
- TK：江野澤郁子、松下絵里（回によっては、参加しない場合あり）
- リサーチ：志田直悟（スコープ）
- AP：竹内承
- ディレクター：永田修一、木月洋介、日置祐貴、河本晃典、堀川香奈
- プロデューサー：山本布美江、中嶋優一、濱野貴敏、三浦淳
- 演出：竹内誠
- チーフプロデューサー：佐々木将
- 製作著作：フジテレビ